# 허참
허참(許參, 본명: 이상룡, 본명 한자: 李相龍, 1949년 11월 30일~2022년 2월 1일)은 대한민국의 방송인, 가수, 배우였다.

## 생애
1949년 11월 30일, 황해도에서 태어났으며, 부모님을 따라 피난 내려와 부산 부민동에 터를 잡고 살았다. 부산지방법원 주사를 지낸 공무원 아버지를 둔 덕택에 초등학교 때까진 유복하게 자랐지만 이후 가세가 기울어 고등학교를 졸업하고 군대에 입대했다. 이등병 시절에는 대한민국 육군 제26기계화보병사단 산하 연대가 주최한 웅변 대회에서 1위를 차지했고 문화선전대(문선대) 소속 장병으로 복무하던 동안에는 군부대에서 주최한 각종 위문 공연에서 MC를 맡았다.
전역한 이후에는 혈혈단신 서울로 가서 친구 집에서 더부살이를 했고, 채소나 생선 배달 등을 하면서 생계를 꾸려나갔다. 그러다가 이종환의 소개로 종로에 위치한 "쉘부르"라는 음악 다방에서 MC로 활동하기 시작했다. 1970년에는 대한민국의 지상파 방송국이었던 동양방송(TBC)에서 정식 데뷔하였다. 어느 날 쉘부르 다방에서 통기타 공연을 선보였던 음악 그룹인 쉐그린의 한 멤버가 MC를 맡았던 이상용을 향해 "본인의 이름이 어떻게 되십니까?"라고 묻자 관객들의 웃음을 유도하려고 일부러 "아... 기억이 안 나네요."라고 말했는데, 쉐그린의 멤버가 "허, 참! 자기 이름도 기억 못하는 사람이 어디 있습니까?"라고 반문하자 "이제서야 기억나네요. 제 이름이 바로 허참입니다."라고 답했다고 한다. 허참이라는 예명은 여기서 유래되었다.
TBC 동양방송, KBS 한국방송공사, MBC 문화방송 등을 넘나들면서 1970년대 최고의 전성기를 누렸으며, 그시절에 《왜 몰라주나》라는 앨범을 내기도 했다. 1998년에 iTV 경인방송 특집프로그램 98 허참의 만리포 해변축제를 진행한 적이 있으며 그룹 레드(이지민(본명:이희은),정수연)가 1집(Red Volume.1) 타이틀곡 무서운 여자로 참여하였다. KBS의 간판 장수 프로그램 《가족오락관》을 26년 동안 21명의 여성 MC와 함께 진행했으며, 2001년에는 설운도가 작사/작곡한 《추억의 여자》라는 노래를 받아 부르기 시작했다.
2008년부터는 KMTV의 《골든 힛트쏭》을 JOO, 쥬얼리S와 함께 진행했다. 게다가 2008년에 문화방송의 오락 프로그램 《황금어장 - 무릎팍도사》에 출연하면서 약 34년만에 문화방송에 다시 출연하게 되었으며, 2009년에는 《지붕뚫고 하이킥!》에 특별출연하기도 했다. 2019년에는 《아내는 지금》이라는 앨범을 냈으며, 2021년 말부터 간암 말기로 투병하다가 2022년 2월 1일 향년 72세의 나이로 세상을 떠났다.

## 방송 출연작

### 텔레비전 프로그램
- KBS 《가족오락관》- 진행 (유행어 : 몇 대 몇~!!, 실로폰~!!)
- SBS 《빙글빙글 퀴즈》- 진행
- SBS 《도전 1000곡 한소절노래방》- 게스트
- MBC 《황금어장》- 출연
- KBS 《체험 삶의 현장》- 게스트
- KMTV 《허참의 골든 힛트쏭》- 진행
- MBC 《젊음은 가득히》- 진행
- 아이넷TV 《성인가요콘서트》 - 임시진행
- iTV 경인방송 《1998년 특집프로그램 98 허참의 만리포 해변축제》 - 진행
- TBC 동양방송 《7대 가수쇼》 - 진행 《쇼쇼쇼》 - 진행 《TBC 가족 여러분, 안녕히 계십시오》 - 진행
- KBS 《버라이어티쇼 KBS 새가족》- 진행
- KBS 《지구촌 노래자랑》 - 진행
- KBS 《고전해학극장 웃음이 보약 시어머니 길들이기》 - 진행
- KBS 《도전! 주부가요스타》 - 진행
- SBS 《잉꼬부부 재치부부》 - 진행
- JTBC 《TBC 추억여행》 - 진행
- TV조선 《코리아 헌터》 - 나레이션
- MBN 《엄지의 제왕》 - 진행
- CJ 헬로비전 《실버퀴즈쇼 청춘열전》- 진행
- TBC 대구방송 《전국 톱 10 가요 쇼》 - 진행
- 안동MBC, 대구MBC 《MBC가요베스트》 - 임시진행
- 대전MBC 《허참의 토크&조이》 - 진행
- MBC 《세모방: 세상의 모든 방송》- 진행
- YTN 《뉴스N이슈》 - 이슈&피플 출연
- MBC 《미스터리 음악쇼 복면가왕》 - 방귀대장 스컹크
- 채널A 《행복한 아침》- 게스트
- TV조선 《이사야사》
- MBN 《사인히어》 특별 심사위원
- KBS 《굿모닝 대한민국 라이브》 - 게스트
- TV조선 《스타다큐 마이웨이》

### 드라마, 시트콤
- 2019년 MBC 특별기획 주말드라마 《두 번은 없다》 - MC 역 (골드미스코리아 선발대회 MC 12회, 특별 출연)
- MBC 《지붕뚫고 하이킥》 - 특별출연
- 2019년 SBS 아침연속극 《맛 좀 보실래요》 - 허의료 역

### CF
- 1979년 정식품 베지밀
- 1980년 영진약품 판크레온
- 1980년 동아제약 할로그 크림
- 1985년 ~ 1986년 롯데제과 코코아파이, 홀리데이 아이스크림
- 1986년 제일헬스사이언스 제일파프
- 1987년 동화약품 헬민
- 1987년 ~ 1989년 일양약품 영비천
- 1991년 동산유지 금수강산 원더풀
- 1998년 광동제약 참광탕

### 라디오 프로그램
- DBS 라디오 《허참과 이밤을》 - 진행
- MBC 라디오 《싱글벙글쇼》(하차) - 진행
- MBC 라디오 《푸른 신호등》- 진행
- MBC FM 《청춘은 즐거워》 - 진행
- KBS 2FM 《허참과 함께》- 진행
- SBS 러브FM 《즐거운 저녁길》 진행

## 음반
- 1976년 《왜 몰라주나》
- 2007년 《추억의 여자/소낙비》
- 2019년 《아내는 지금》

## 수상 경력
- 2002년 《제29회 한국방송대상》 - 진행자상
- 2005년 《제12회 대한민국 연예예술상》 - TV진행자상
- 2006년 《KBS 연예대상》- 공로상 (가족오락관)
- 2022년 《제34회 한국PD대상》 - 공로상

## 고유 멘트
(가족오락관 최종 점수) "몇 대, 몇!!!"